# Marea (grup)
Marea és un grup de música rock (original de Berriozar, Navarra) format el 1997 per Kutxi Romero. En la seva discografia es troben set àlbums d'estudi, dos recopilacions i un àlbum en directe.

## Història
Cap a l'hivern de 1997, Kutxi decideix formar un grup propi de pur rock and roll, després d'haver format part de diverses bandes de punk.
Decideix cridar a Alen Ayerdi -ex bateria de Begira- que no dubta en unir-se al projecte de Kutxi, malgrat estar-ne ocupat amb un altre. Contacta amb Edu Beaoumont (El Pinyes, que havia conegut un any enrere). Pinyes no havia tocat anteriorment en cap grup, però Kutxi -gran amic seu- li insisteix a formar part del grup com a baix. Pinyes accedeix i fa que Kutxi conegui a César Ramallo, que després seria un dels guitarristes de Marea. David Díaz, àlies el Kolibrí, guitarrista, entra al grup com a reforç per als altres quatre membres.
Al principi, el grup s'anomenava "La Patera", però en anar a registrar el nom de la seva banda per llançar el seu primer disc titulat "Marea" es van assabentar que ja existia un grup amb aquest nom. Com que no els van poder convèncer perquè els cedissin els drets, van intercanviar els noms del grup, que es va passar a dir Marea, i del disc, que anomenaren "La Patera". Amb nom i disc, Marea inicia una petita gira amb el grup sevillà Reincidentes i coneix a les bandes Narco i els Porretas. Tot seguit, toquen amb Buitaker, Etsaiak, Soziedad Alkoholika, La Polla Records i molts altres grups.
Després de problemes amb la discogràfica internacional, en troben una altra de Pamplona, anomenada GOR Discos i comencen a preparar el seu segon disc: Revolcón. El 15 de setembre del 2000 surt al carrer "Revolcón". GOR feia campanya mentre Marea venia el seu disc per nombroses emissores de ràdio. Així assoleixen fer conèixer el seu segon disc. Després de l'èxit del 2001, tenen problemes amb la discogràfica GOR i busquen una altra nova "casa de discos".

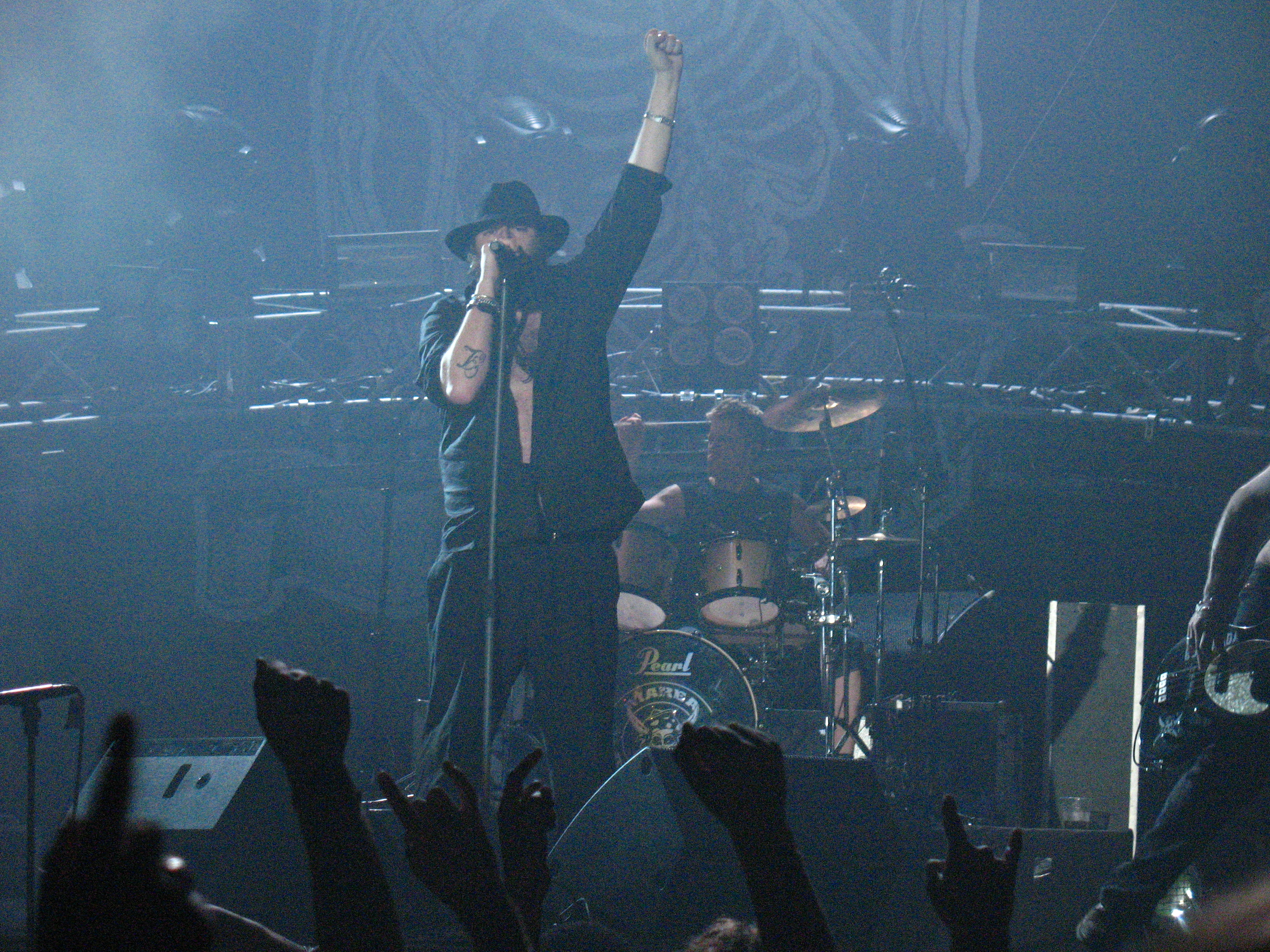
Kutxi Romero durant una actuació al Pavelló Olímpic de Badalona l'any 2008.

Al febrer de 2002, a les ordres d'Iñaki "Uoho" Antón -guitarra d'Extremoduro i Platero y tú-, comencen a gravar "Besos de perro", el seu tercer disc. Gravar a casa de Uoho durant dos mesos dona resultats òptims a l'enregistrament. Van col·laborar-hi: Robe ("Extremoduro") i Fito ("Platero y Tu", i "Fito & Fitipaldis"), Martín Romero, (cantant de Bhatoo i germà de Kutxi, que ja havia col·laborat en el de "La Patera"), Arantza Mendoza i molts més. El disc va sortir al carrer el dia 22 d'abril del 2002. Aquest dia Marea va començar una gira de 8 mesos en la qual van fer 81 concerts per tota la península Ibèrica.
Després de 5 anys sense descans s'adonen del desgast i el cansament que en ells havia provocat tot l'esforç, de manera que decideixen donar una pausa a la seva trajectòria com a grup i plantejar el futur de Marea. El dia 28 de desembre del 2002 es va triar com últim concert de la gira 2002. Aquest dia, al costat de Silencio Absoluto, Fito Cabrales, Uoho, Alfredo Piedrafita, el Drogues, Martín Romero, Iker Dikers i 800 persones que van omplir la sala Artsaia, es van acomiadar dels escenaris temporalment.
Decideixen muntar el seu propi estudi i començar a compondre cançons per a un quart disc sense pressions ni normes. En tot l'any 2003 van compondre 12 cançons, però d'acord amb la seva filosofia del respecte al "rokanrol" i el seu amor pel que feien. A l'octubre d'aquest any s'acaba el disc i el local d'assaig. I el 9 de desembre del 2003 -amb "El Kolibrí" produint el disc- i amb el suport d'Aitor Ariño, van començar a gravar -en els Estudis Lorentzo Records de Berriz- el seu quart disc: "28.000 puñaladas".
Després d'una gira, passant per tots els punts d'Espanya, incloent plens a Madrid (Palacio de Vistalegre, i Plaça de toros de Leganés) i Barcelona (Vall d'Hebron) la banda decideix prendre's un descans.
El març de 2005 decideixen retirar-se del directe, però a l'abril del 2006 mitjançant un comunicat en la seva web, Kutxi anuncia la tornada als locals d'assaig de la banda. Després de diversos mesos, Marea es torna a ficar en l'estudi d'enregistrament, aquesta vegada en els estudis R-5 que no són altres que el local on assagen, el soterrani de la casa de Alen. El seu últim disc va sortir a la venda el 24 d'abril de 2007 amb el nom de "Las aceras están llenas de piojos" (amb la col·laboració de Brigi Duc de Koma para la cançó "Nana de quebranto", entre altres) i està acompanyat del directe gravat en Vall D'Hebron Barcelona durant la gira 28.000 punyalades. També van decidir creuar el toll i anar de gira per Sud-amèrica on es va publicar un recopilatori dels millors temes sota el nom de "Secos los pies; Marea 1997-2007". A més, el 4 de desembre del 2007 surt a la venda el recopilatori "Coces a l'aire: 1997-2007" per a celebrar els seus deu anys de trajectòria.
El 27 de setembre del 2011 es va publicar el seu nou disc, "En mi hambre mando yo", el qual inclou deu temes gravats en els estudis R5 i mesclats per Mike Fraser.

## Components
- Kutxi Romero: Veu i lletres
- Edu Beaumont "Pinyes": Baix i veu
- César Ramallo: Guitarra elèctrica
- David Díaz "Kolibrí": Guitarres (elèctrica i acústica)
- Alén Ayerdi: Bateria, percussió i cors

## Discografia

### Àlbums d'estudi
- La patera (1999)
- Revolcón (2000)
- Besos de perro (2002)
- 28.000 puñaladas (2004)
- Las aceras están llenas de piojos (2007)
- Jauría de perros verdes (rareses) (2007)
- En mi hambre mando yo (2011)
- Azogue (2019)
- Los potros del tiempo (2022)

### Directes
- Las putas más viejas del mundo (2008)

### Recopilatoris
- Secos los pies: 1997-2007 (2007) Editat únicament a Llatinoamèrica
- Coces al aire: 1997-2007 (2007)